# Rathnew
Rathnew (Ráth Naoi en irlandais) est une ville du comté de Wicklow en Irlande.
La ville de Rathnew compte 1 849 habitants.